# معاداة الفاشية

الرمز الألمانى لمقاومة الفاشية ، وهى واحدة من المنظمات العالمية الموجهة ضد الفاشية والشيوعية التحررية التي تم تنشيطها في مطلع القرن العشرين والقرن الحادي والعشرين

معاداة الفاشية أو مناهضة الفاشية أو مكافحة الفاشية، (بالإيطالية: antifascismo) هي معارضة الأيديولوجيات والمجموعات والأفراد المنتمون للفاشية.
هو مصطلح يُشير من المنظور التاريخي والاجتماعي إلى حركة غير متجانسة نشأت منذ نهاية الحرب العالمية الأولى إلى يومنا هذا، نظرًا لأنها كانت تعوق أو تكافح الفاشية ومظاهرها واشكالها (صورها) سواء على الصعيد الحكومي أو كحركات سياسية.
ويستخدم هذا المصطلح تاريخيًا في إيطاليا خاصة للإشارة إلى نظام الحكم والفكر الذي أسسه ودعمه بينيتو موسوليني من 23 مارس عام 1919 إلى 28 ابريل 1945.
وبالإشارة إلى الأنظمة الأخرى شبه الفاشية يًمكن ذكر النازية والفرانكو، وقد اُستخدمت كذلك مصطلحات مناهضة للنازية (نشأت في ألمانيا للدلالة علي المعارضة الألمانية ثم استخدمت على نطاق عالمى لتدل على أي معارضة لفكر هتلر) كما أُستخدم مصطلح «معاداة الفرانكو» (والذي نشأ في إسبانيا وقد اُستخدم خصيصًا للمعارضة التاريخية للنظام الموالي لفاشية فرانسيسكو فرانكو).
وقد امتد هذا المصطلح ليشمل مناهضة جميع أنظمة اليمين المتطرفة أو الرجعية (و تبعا للمؤرخين الأنجلوساكسونيين فإن الأنظمة غير اليبرالية وغير الديمقراطية هي أنظمة فاشية)، إلا إذا كانت من طائفة أخرى (وفي هذه الحالة، من الممكن التحدث على العكس عن مكافحة الشيوعية أو مكافحة النظام السوفيتي).
كانت ومازالت المكافحة الفاشية بالإضافة إلى الأنظمة الشيوعية والدول الاشتراكية جزءًا لا يتجزأ من البنية الأساسية للفكر الديمقراطي الليبرالي والاجتماعية الديمقراطي، فعلى سبيل المثال، الدستور الإيطالية مناهض للفاشية بشكل صريح.

## نظرة عامة
يُشير هذا المصطلح، بمعناه الأصلي، إلى حركات شعبية عفوية نشأت في إيطاليا منذ السنوات التي أعقبت الحرب العالمية الأولى، وذلك لمعارضة النظام الفاشي الوليد في تلك الفترة؛ ويهدف إلى منع ظهور اولا الفاشيين الإيطاليين على الساحة السياسية (1919)، ثم الحزب الوطني الفاشي (1921) الذي أسسهما بينيتو موسوليني.
وحدث هذا بالتزامن مع القمع العنيف للدوائر (للأوساط) والجمعيات الاشتراكية التعاونية والجمعيات العمالية والعمال الحُمر وغرف العمل ومواقع (مقرات) جريدة أفانتى (بالإيطالية: Avanti!)
في الواقع، ما لبثت أن اتخذت الفاشية دلالة رجعية، تتميز بتلاحم مصالح الفئات الزراعية والصناعية، فضلًا عن العديد من أجهزة الدولة، الذين كانوا يخشون أن ينجم عن الإضرابات والتقدم الملحوظ للحزب الاشتراكي خلال العامين الحُمر (1919-1920) ثورة شيوعية في إيطاليا على غرار تلك التي حدثت في روسيا.
ثم انتشر هذا المصطلح لاحقًا خارج الحدود الإيطالية مع نشأة وتوسع الحركات الفاشية في أوروبا والعالم والتي استولت على السطلة مُحققة الأنظمة الشمولية في العشرينيات والثلاثينيات عن طريق الانتخابات في دول أخرى بالقارة مثل في ألمانيا أوالنمسا وفي أثناء الحرب العالمية الثانية مثل في فرنسا والبلاد الإسكندنافية ودول أوروبا الشرقية.
لا ينتمي مصطلح معاداة الفاشية في ذاته إلى فكر سياسي بعينه، من بين القوى السياسية والاجتماعية الرئيسة المناهضة للفاشية لهذه الفترة يمكن الإشارة إلى:
• صفيف القوى الليبرالية (وهي غالبًا إيطالية) من الحكومات، والأحزاب السياسية والحركات والأفراد الذين لهم تطلعات تحررية والذين انتقضتهم الفاشية (وبالتحديد يمكن ذكر «قائمة المثقفين المناهضين للفاشية» لبينيديتو كروتش، عضو الفكر الليبرالي الإيطالي)؛
• هامش الحركة العمالية للمثل الأناركية و/ أو شيوعية، وكذلك تلك المتعلقة بالحزب الشعبي الإيطالي والحزب الجمهوري الإيطالي. أكد العديد من أبرز مناهضي الفاشية أهمية المعارضة العمالية ضد الفاشية.
• الديمقراطيات البرلمانية المعارضة لدول المحور، ولا سيما بريطانيا وفرنسا والولايات المتحدة، بعد تساهل أولي نحو الفاشية، تبعه بموقف تساهلي حتى مؤتمر موناكو لعام 1938، وانتقلوا إلى العمل العسكري الذي أدى إلى تدمير الأنظمة الفاشية في ألمانيا وإيطاليا وفي بلدان أوروبية أخرى تدخلت مباشرة في الحرب العالمية الثانية.
• الاتحاد السوفيتي الذي رد على الهجوم الألماني بقيادة عملية بارباروسا الألمانية بالتنسيق مع القوى الغربية ومختلف الحركات المناهضة للفاشية، وذلك بعد ميثاق عدم الاعتداء مع ألمانيا النازية الأولي (ميثاق مولوتوف ريبنتروب) بعد المؤتمر الذي عقد في موناكو.
• 	الحزب المسيحي الديمقراطي والحزب الاشتراكي الديمقراطي.
وبعد نهاية الحرب كان ومازال يُستخدم مصطلح معاداة الفاشية من قبل جميع تلك الأحزاب والحركات التي تهدف للتصدي لأنشطة الأحزاب المعاكسة والحركات والجمعيات الفاشية والفاشيين الجدد واليمين المتطرف.

## معاداة الفاشية في إيطاليا

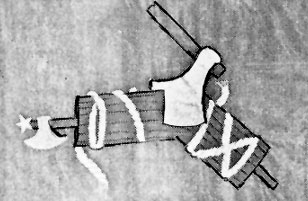
رمز أرديتى ديل بوبولو (جرأة الشعب) Arditi del Popolo ، وهو عبارة عن الفأس الذي كسر شعار الضباط الرومان الذين استخدموا الفاشية

### في ما بعد الحرب العالمية الأولى
منذ نهاية الحرب العالمية الأولى، تشكلت الحركة المناهضة للفاشية بدايةً من أعضاء المنظمات العمالية، والمسلحين الاشتراكيين والشيوعيين والفوضويين، ممن لهم أغلبية واضحة؛ وأخيرا، من ممثلي المنظمات الليبرالية، وإنضم اليهم أطراف عسكرية وجمعيات من قدامى المحاربين في الحرب العالمية الأولى، والكاثوليك والليبراليين، الذين اندمجوا جزئيا في حزب العمل (متبعين ما أملاه بييرو جوبتي Piero Gobetti).
ولا يمكن تجاهل دور الجمهوريين والشعبيين في مناهضة الفاشية، ففي العشرينات من القرن الماضي قدم الشعبيون قادة عسكريون كـفينتشنزو بالداتسى Vincenzo Baldazzi، ثم رئيس المقاومة الرومانية للعدالة والحرية والمستشار أوليسيس كروزا Ulisse Corazza، الذي شارك في فريق من الشعبيين للدفاع بارما في عام 1922. وعلى الرغم من أن الحزب الشعبى كان جزءًا من تحالف حكومة موسوليني الائتلافية إلا أنه منذ عام 1920 حقق تقدم في الابتعاد التدريجي عن الفاشية التي أصبحت، في أعقاب مقتل ماتيوتي، المعارضة السياسية بعد انفصال الحزب الشعبي (المُهَاجم دائمًا من فرق الفاشية)عن ائتلاف الحكومة.
وخلال الفترة التي أعقبت مباشرة ظهور الفاشية استمرت الاشتباكات في العديد من المدن، مثل جنوفا، حيث كانت نشطة في تشكيل الدفاع من الطبقة العاملة، وعبرت الطبقة العاملة عن شخصيتها سواء تحت خلفية فكرية أو عسكرية ومنهم اومبرتو مارزوكى Umberto Marzocchi ولورنزو بارودى Lorenzo Parodi وجوزيبي دي فيتوريو Giuseppe Di Vittorio ولليو بارونتينى Ilio Barontini واميليو كانزى Emilio Canzi . وعلى الرغم من أن الحزب الليبرالى الايطالى (PLI) لن يقم بدور مؤثر في المشهد السياسى الإيطالى إلا أنه مع ذلك كان يتمتع دائمًا بهيبة فكرية كبيرة محققًا إجماعًا ملحوظًا من الأصوات، حتى أن أول رئيسان للجمهورية الإيطالية كانوا أعضاء في هذا الحزب وهما: إنريكو دي نيكولا ولويجي إينودي.
ونظرا لعدم التجانس السياسى لأولئك الذين توقعوا مناهضة الفاشية بين مبادئها، ففي التاريخ كانت هناك توترات واشتباكات بين النفوس المختلفة للحركة.
وفي الفترة التي تلت الحرب مباشرة لم تظهر انقسامات كبيرة بين المناهضين للفاشية، ولكن حدث على العكس انقسام بين الجماعات الشيوعية المصفوفة والتحررية على مستويات النهج النظري، أما علي المستوي الاستراتيجي فقد أدى ذلك إلى الفوضى العسكرية بسبب تشكيلات عسكرية ضد الفاشية، وعلى المستوى التكتيكي استمر التعاون إلى ما وراء الخلافات الأيديولوجية (الفكرية). ومن جانبها، دفعت الدولية، المعارضة لاتجاه الحزب الشيوعي الإيطالي PCDL، لدخول فرق من الشيوعية العسكرية في جبهة أرديتي ديل بوبولو المتحدة، من أجل الفوز بقيادة الحركة.
وفي هذه الفترة ظهر روح التعاون التكتيكي بين الأطراف المختلفة لتشكيلات الدفاع البروليتارى (طبقة العمال)، من خلال المقابلة مع فرانشيسكو ليوني، الشيوعي وأحد القادة الزعماء لحزب أرديتي ديل بوبولو لفرشيلي، وهو زعيم حزبي ذو أهمية قومية والملقب بـ الأب التأسيسي  كما أنه زعيم نقابي ومنظم الصراعات من أجل التحرر في قطاع الأرز. وقد قال أيضًا في هذه المقابلة أن فريقًا من عمال الأناركية شمل (غطى) تحركاته بعد المشاركة في عمل في غاية الصعوبة ضد الفاشيين وتم تحديده بدون علمه، وقد تبعته جماعة الاناركية (الفوضوية) في الليل عندما عاد إلى بيته لتحتمي به ، ولهذا السبب ارتبط الوضع المعبر عنه سابقًا بصعود وظهور الستالينية.

### الوصول إلى السلطة: النظام الفاشي والمعارضة

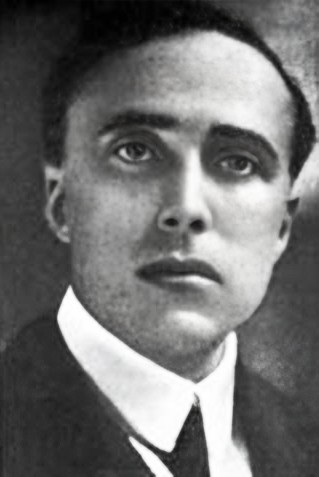
جاكومو ماتيوتتى Giacomo Matteotti

في انتخابات 6 أبريل لعام 1924 ، أصدر موسوليني قانون الانتخابات الجديد (القانون غير الناضج) الذي من شأنه أن يعطي ثلثي المقاعد للقائمة التي حصلت على الأغلبية مع لا يقل عن 25٪ من الأصوات. وعُقدت الحملة الانتخابية في أجواء من التوتر مع الترهيب والضرب غير مسبوق. وحصلت القائمة الوطنية بقيادة موسوليني على الأغلبية المطلقة، بنسبة 64.9٪ من الأصوات. ومع ذلك كانت الانتخابات العامة الإيطالية، عام 1924، "الشرعية الدستورية الأولى والأخيرة من الفاشية"، كما كتب المؤرخ وعضو مجلس الشيوخ الشيوعي فرانشيسكو رندا Francesco Renda .
وفي 30 مايو 1924 تحدث النائب الاشتراكي جاكومو ماتيوتي إلى البرلمان متنافسًا على نتائج الانتخابات. وفي 10 يونيو 1924 ، اختُطف ماتيوتي وقُتل من قبل الفريق.
واستجابت المعارضة لهذا الحدث وتنازلت لـ Aventino (الانفصال الآفينتينى)، موقف موسوليني ظل كما هو حتى تم العثور على جثة متحللة لماتيوتي في 16 أغسطس بالقرب من روما، وحينها مارس رجال مثل إيفانو بونومي، وأنطونيو سالاندرا، وفيتوريو ايمانويل أورلاندو ضغوطًا على الملك لكى يتم عزل موسوليني، وصور له جيوفاني أمندولا سيناريوهات مقلقة، ولكن قام فيتوريو ايمانويل الثالث بمناشدة النظام الأساسي ألبرتينو مصرحًا: "أنا أصم وكفيف. عيني وأذني هي مجلسي النواب والشيوخ  " وبالتالى لم يتدخل موسولينى.
ما حدث بالضبط ليلة رأس السنة لعام 1924 ربما لن يتحقق، فيبدو أن أربعون من قناصل الميليشيات بقيادة انزو جالبياتى، فرضوا على موسولينى إقامة الديكتاتورية مهددين بإطاحته إذا ما خالف ذلك.
وفي 3 يناير 1925، في البرلمان، قال موسوليني الخطاب الشهير الذي تولى فيه مسؤلية الأحداث التي وقعت، والتي كانت تُمهد لظهور ديكتاتورية.
في 26 يناير ندد جرامشى Gramsci في مداخلته الأولى والوحيدة التي كتبها نائب، بطابع النظام الصغير البرجوازي للفاشية، متحالف والذي يرعاه كبار ملاك الأراضي والصناعيين وسخر بشكل كبير من الحليف السابق للحزب، مسترجعًا ماضيه الاشتراكي.
في السنتين 1925-1926، صدرت سلسلة من الإجراءات ضد الحرية المدنية:
1. تم حل جميع الأحزاب السياسية والنقابات العمالية غير الفاشية،
2. تم قمع أي حرية للصحافة والتجمع والتعبير عن الرأى،
3. تم إصدار عقوبة الإعدام،
4. تم إنشاء محكمة خاصة تتميز بصلاحيات واسعة جدا، وقادرة على إرسال الأشخاص المكروهة من قبل النظام إلى السجن من خلال إجراء إداري.

وفي 24 ديسمبر 1925 ، غير قانون خصائص الدولة الليبرالية حيث توقف بينيتو موسوليني عن أن يكون رئيس المجلس، وهو من بين المتكافئين بين الوزراء وأصبح سكرتير رئيس وزراءالدولة، المعين من قبل الملك والمسؤول أمامه وليس أمام البرلمان. وبدوره يتم تعيين الوزراء بناء على اقتراح من رئيس مجلس الوزراء ويكونوا مسؤولين سواء أمام الملك أو أمام رئيس الوزراء.
كما ينص القانون علي إمكانية مناقشة البرلمان لأي مشروع دون موافقة رئيس مجلس الوزراء.
وفي 4 فبراير 1926 ، تم استبدال رؤساء البلديات المنتخبين من قبل رئيس البلدية المُعين بموجب مرسوم ملكي، في حين تم استبدال الهيئات المنتخبة من قبل مجالس البلدية لتعيين المحافظات.
في 16 مارس 1928 ، دعا مجلس النواب إلى تصويت على السياسة الجديدة لتجديد التمثيل الوطني. وتقدم هذه السياسة قائمة موحدة من 400 من المرشحين الذين يختارهم المجلس الأعلى للفاشية بموجب اقتراح من منظمات العمال وأصحاب العمل، وكذلك جمعيات أخرى معترف بها.
وقد وافق الناخبون على هذه القائمة، ومر الإصلاح دون مناقشات تقريبًا حيث صوت 216 بنعم و 15 بلا، ولكن كان جوليتى Giolitti هو واحد من القلائل الذين احتجوا على ذلك ولكن موسوليني أجبره علي الصمت بتلك العبارة: «سنأتى لنتعلم منه كيف تُجرى الانتخابات.» وفي مجلس الشيوخ كانت الاحتجاجات قليلة، ولكن مر القانون بـ 161 موافق و 46 ضد (معارض). وهكذا تم غلق ايضَا السلطة التشريعية 28 في 8 ديسمبر.
وفي 24 مارس 1929 ، دُعي الشعب الإيطالي للتصويت على قائمة النواب التي اقترحها المجلس الأعلى الفاشي، فقد صوت ثمانية ونصف مليون بنعم، فقط 136,000 سيصوت لا، نسبة الناخبين هي 89,6٪.
واجتمع جزء كبير من المناهضين للفاشية في تركيز المناهضة للفاشية في باريس Concentrazione antifascista ، وكذلك في بينيديتو كروتشي، الذي كتب البيان الرسمى للمثقفين ضد الفاشية.
سيعانى موسوليني من بعض الهجمات، ولكنه على أية حال سيفلح دائمًا في البقاء على قيد الحياة .

### الصراعات الداخلية لمناهضة الفاشية خلال الثلاثينيات

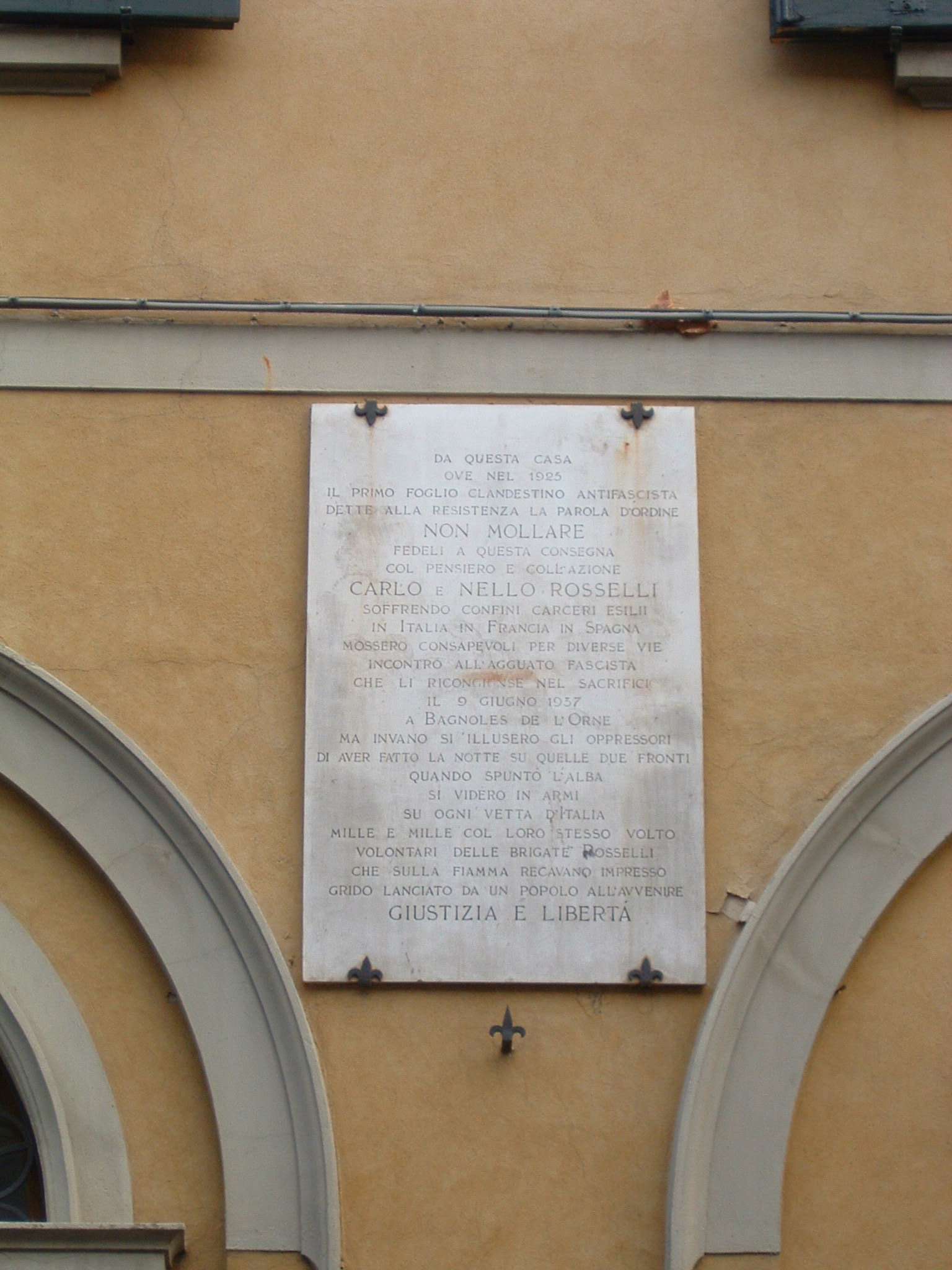
لوحة مخصصة لكارلو ونيلو روسيلي ، صممها بييرو كالاماندرى Piero Calamandrei ، عبر جوزيبي جوستي، في فلورنسا

مع استيلاء ستالين الكامل على السلطة، وخاصة انه مع قيام حرب إسبانيا كان هناك خلاف دامى داخل حركة مناهضة الفاشية الإيطالية والدولية بين الستالينية والأطراف التحررية للأناركية الشيوعية ومساهمي العدل والحرية .
من بين الاشخاص رمز (سبب) لهذا الخلاف هم كاميللو برنارى، أندرو نين وبيترو تريسو . ومن بين الشخصيات القوية في هذه الحالة فيتوريو فيدالى، وهو محارب من بلدية موسكو وقد يكون مرتبطا كذلك بمخابرات ستالين، وبيترو تريسو، وهو عكس اتجاه ستالين السياسى، وكلا منهما وجدا انفسهما على طرفى نقيض من النضال المشترك ضد الفاشية.

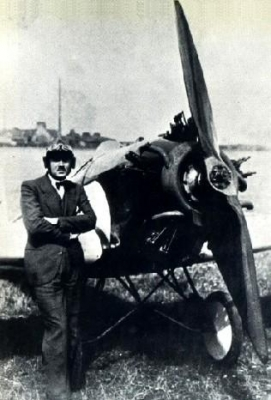
أسس الشاعر لاورو دي بوزيز Lauro De Bosis التحالف الوطني من أجل الحرية ، وهي جماعة مناهضة للفاشية التي استبعدت بعد ذلك الشيوعيين. تُوفي في بسبب سقوط طائرته في البحر ، بعد إصدار الملصقات المناهضة للفاشية في روما في عام 1931

إن هذا الخلاف الذي حدث ضد الفاشيين استمر ايضًا اثناء عصر المقاومة . والذي جعل الوضع أكثر وضوحًا هو واقعة إميليو كانزى، وهو الاسم الحركي لـ «إزيو فرانكس»، القائد الوحيد لمنطقة العمليات الثالثة عشرة لـ توسكو اميليانو والملقب ب «العقيد الفوضوي» الذي خضع أيضًا لتوقف قصير من قبل الطرف الستاليني وكانت الأغلبية الواضحة بين الشيوعيين للمقاومة الإيطالية (باستثناء بعض الألوية (الكتائب) مثل علم روما الأحمر أو الفوضويين مثل إريكو مالاتيستا بروتسى  في ميلان، والتي ترجع جذورها إلى الأرض ولكن ليس لها أهمية وطنية). تمكن إميليو كانزى من العودة إلى مكانه كقائد وذلك بفضل دعم مساهم الجناح .
كانت هناك أيضا محاولات غدر وقتل وشقوق ناجمة عن أجهز أمن (المخابرات) الفاشيين أو من اشخاص طوعًا أو بالإجبار من قبل نفس الأجهزة، كما في حالة فيتوريو امبروسيني ونظائره .
وكانت عمليات القتل المسندة للفاشيين في الخارج ليست جديدة، مثل عملية كارلو روسيلى المعروفة جيدًا، والذي تم اغتياله مع شقيقه نيللو من قبل جماعة يمينية متطرفة من كاجولى Cagoule (و هي أسطورة لا أساس لها من الصحة أن يكون فرانسوا ميتران عضوا في هذه الجماعة François Mitterrand قبل الانتقال إلى مناهضة الفاشية العسكرية). وربما تمت عملية القتل بأمر من اجهزة الأمن للفاشيين أو من جالياتسو تشانو، زعيم دينى قوى فضلا عن انه صهر موسوليني .
وفي الآونة الأخيرة تعمق بعض المؤرخين مثل ماورو كانالي وميمو فرانتسينيللى (والمعتمدين من إعادة البناء التاريخي في SISDE)، في هذه الفترة المذكورة سابقًا . وقد تتبع فرانتسينيللى على وجه الخصوص الاتجاه الذي أكد عدم قدرة قيادى مناهضي الفاشية فيما بعد المقاومة على متابعة محرضي ومرتكبي الجرائم ضد الفاشية، وجرائم الحرب، مقدمًا مثال على ذلك وهو قتل الإخوة روسيلي، منتقلا بعد ذلك إلى أنه وفقا للمؤرخ لم يؤدى قطاع القضاء والسياسة إلى أحكام أو إدانات .
وحدثت واقعة أخرى، تلك لكارلو تريسكا، كان يعمل ناشر في المطرقة (المارتيللو) والذي قُتل سواء لأنه كان ضد الفاشية والمافيا سواء لمحاولته تقسيم الجبهة المناهضة للفاشية في الولايات المتحدة الأمريكية، وقد تم ذكر ذلك في كتاب لماورو كانالي . وقد اتُهم فيتوريو فيدالى والستالينية بذلك، في حين أن المحرض المزعوم من جانب وثائق سرية تم الكشف عنها مؤخرا والمذكورة من قبل المؤلف هوفيتو جنوفيزى Vito Genovese ، زعيم المافيا، بتفويض أو بتكليف من النظام الفاشي .
وقد لجأ فيتو جنوفيزى، في منتصف الثلاثينيات إلى إيطاليا بسبب حُكم اعتقاله بتهمة القتل: فهو انتهازى، أولا لأنه دعم الفاشية (بنى منزل الفاشى نولا على حسابه، وهو ما يعكس ايضًا تساؤل زوجته ولكن أُعيد فتح القضية في المحكمة) أصبح في عام 1943 مترجمًا رسميًا للعقيد الامريكيى تشارلز بوليتى خلال هبوط الحلفاء في صقلية .

### أجهزة الشرطة وقمع النضال المناهض للفاشية
بعد أن حصل الحزب الوطنى الفاشى على السيطرة على جهاز الدولة، بدأ في استخدام قوات الشرطة للقضاء على مناهضى الفاشية، وأدرجها في تلك الأثناء كجريمة من ضمن القانون الجنائي لألفريدو روكو . وتم تفعيل القمع المضاد للفاشية من قبل المزيد من الأجهزة: من جهة الأوفرا وهي الشرطة السياسية أو السرية للفاشية الإيطالية (l'OVRA) والميليشيات التطوعية للأمن القومى، التي أنشأتها الفاشية، ومن جهة أخرى من الشرطة ورجالها .
ووفقا ما أكده لويجي فيدرسونى في كلمة أمام البرلمان أن عدد الرجال في قوات الشرطة صعد بسرعة إلى 100,000 رجل، وبلغ القمع المضاد للفاشية ذروة الوحشية (ضراوته) خلال الفترة من الجمهورية الإيطالية الاجتماعية، بالتعاون مع صلابة الاحتلال العسكري من ألمانيا.

### معاداة الفاشية واليهود

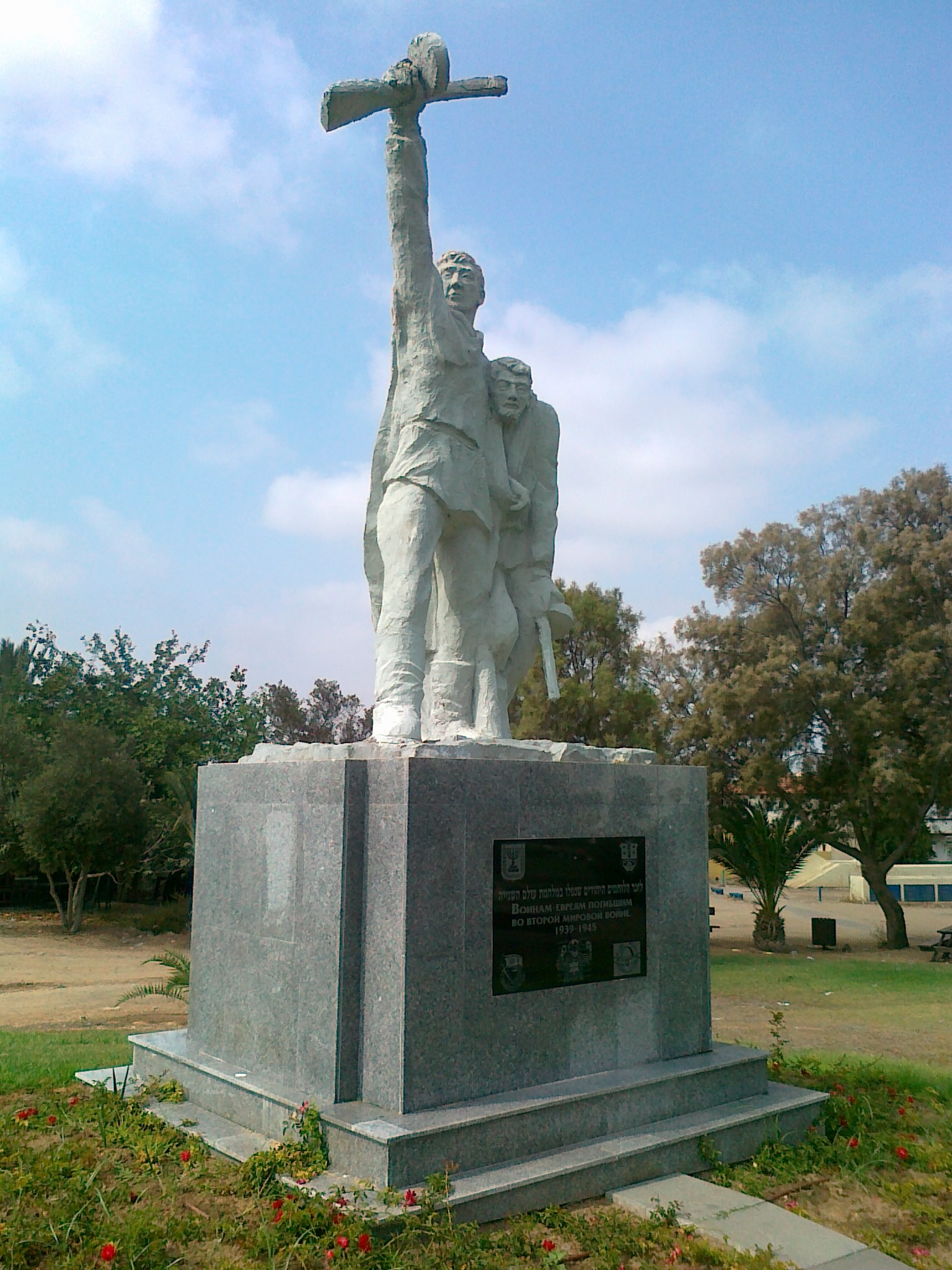
نصب تذكاري للجنود اليهود الذين قُتلوا في الحرب العالمية الثانية لمحاربة النازية والفاشية (عسقلان ، إسرائيل)

لم تكن العلاقات بين النظام الفاشي واليهود دائمًا مضطهدة : ففى الواقع حتى منتصف الثلاثينات، كانت هناك شخصيات مختلفة من أصل يهودي وكان لديهم أدوار قيادية في النظام.
ومع ذلك فإن الانضمام إلى الفاشية اهتم خاصة بطبقات اليهود الأثرياء، لدرجة أن المشتركين في الحزب الوطنى الايطالى (PNF) كانوا أقل من 10٪ من اليهود الإيطاليين .
وعلى العكس، كانت مساهمة اليهود في منهاضة الفاشية، وخاصة من الحزب اليسارى ، مهمة من الناحية العددية وفرزت شخصيات مثل أمبرتو تيراتشينى ، وكارلو روسيلي وبيو دوناتي .
حارب اليهود الإيطاليون خلال المقاومة في الفرق الحزبية ، وخصوصًا جاريبالدي والعدالة والحرية (المساهمين)، دون تشكيل هيئات الحكم الذاتي : الكتيبة اليهودية ، والتي نشطت في إميليا رومانيا، وكانت عبارة عن تدريب منظم في الجيش البريطاني وجمع رجال الميليشيات بشكل أساسى غير الإيطاليين . ومن بين القادة الحزبيين يُمكن ذكر يوجينيو كالو واسحق ناحوم والمُلقب بميلان  وإسحاق ليفي.

### الحرب العالمية الثانية
وحتى خلال المقاومة لم يكن هناك مناهضى للفاشية ليسوا يساريين ، فعلى سبيل المثال ، فإن الزعيم الحزبي ألدو جاستالدى من جنوة له شعبية ذات ميول ملكية، ومنتمى لباولو ايميليو تافيانى Paolo Emilio Taviani أو لتشكيلات أساسًا غير سياسية، مثل النجم الأحمر قائد كتائب الحزبية لماريو موسولينى ويتل باند لاريانو جيانلوكا سبينولا، والذين كانوا يتميزون بكفاءة الجيش . وكانت حالة خاصة جدًا لأنه في ذلك الوقت كان هناك أيضا «الطليعة» و «الرام» كتائب الحزب الشيوعي لسبارتاكو لافانينى Spartaco Lavagnini .

علم لجنة التحرير الوطني (1943 - 1945)

وعامةً فإن إدانة الفكرية النازية من جانب العالم الكاثوليكي واضحٌ ، كما يتضح ذلك من مت بريندير سورج Mit brennender Sorge (وهو أمر حاسم يشير إلى ، بدلا من التركيز على طبيعة الشمولية النازية، افتقارها إلى الدين وسياسات عنصرية، في حين أن الأوساط الكاثوليكية الألمانية تميل تاريخيًا لعنصرية تقوم على الحد من الحريات المدنية بدلا من التركيز على سياسة محددة مضطهدة).
أما فيما يتعلق بالوضع ضد الفاشية الإيطالية، لا يمكن أن يقال أن الوضع محدد على قدم المساواة (يجدر الإشارة إلى الدعم المقدم من المتدينين لارتفاع الفاشية في مكافحة الشيوعية).
فقط ففى وقت لاحق ، مع تقويض تدريجي يديره الفاشية في تعليم الشباب لمكافحة العالم الكاثوليكي (على الرغم من الضمانات الموجودة في مواثيق كنيسة القديس لاتيران) تم بدأ تشكيل مجموعات من المعارضة لذلك . كان من المهم وجود أنصار للإلهام الكاثوليكي في المقاومة الإيطالية، كما هو الحال في كتائب اوسوبّو وفياممى فيردي ، إلى جانب العديد من المقاتلين غير الشيوعيين في كتائب غاريبالدي تم إنشائها للدلالة بالتحديد إلى الحزب الشيوعى الإيطالى منفذ الملحقات الإضافية.
وفي هذا الشأن ، يرجى ملاحظة الصلة بين باولو ايميليو تافيانى وألدو غاستالدي.
كان أيضا العديد من الكهنة الموالين ، وكانوا كقساوسة الكتائب ، للدعم اللوجستي العميق وكذلك كالمقاتلين . وقد تم قتل الكثير منهم بوحشية من قبل الفاشيين النازيين .
 وكان معظم الزعماء الدينيين مسؤلين عن التوسط بين الحزبيين والجمهوريين لسالو Salò . وكانت هناك شخصيات رمزية مثل جيوفاني مينزونى ، وهو من السلائف المثاليين لكثير من الكهنة الحزبيين وقُتل في المرحلة الأولى من صعود الفاشية إلى السلطة ، وايضًا بارتولوميو فيراري المُلقب بـ «دون برتو» في جنوة، وهو قسيس مقاتل وكاتب سيرة لشعبة مينغو)؛ وايضًا بيترو بابّاجالو ، كاهن وحزبي ، وهو صديق للشعب اليهودي ، قُتل على يد النازية الفاشية كإنتقام (وتم ذكره في الفيلم روما المدينة المفتوحة ، وقام بتمثيله ألدو فابريزي).

### الخلافات الاجتماعية والسياسية بين أولى معاداة الفاشية والمقاومة
كانت مناهضة الفاشية في العشرينيات ترغب مجتمع أكثر مساواة وأكثر تقدمًا اجتماعيًا من تلك المقاومة والجهود التي يبذلها الاتحاد السوفيتى و (أو) حكومات الحريات المحلية .
نشأت المقاومة في شكل حركة ضد الفاشية لمناهضة الفاشية العفوية ، وخاصةً على مواقع الطبقات والتكوينات الحاملة للفكر اليسارى (فكانت كتائب غاريبالدي «تابعة» للحزب الشيوعي ، وحزب العدالة والعمل ليبرتي). ومع ذلك ففي هذه المرحلة ، تم إدارة مكافحة الفاشية استراتيجيًا من قبل الطبقات الحاكمة التي تعمل نظرًا للبنية المجتمع بعد الحرب متوقعة الهزيمة في الحرب ونهاية الفاشية ، وذلك عندما كان هناك تقارب واسع من الحركات المناهضة للفاشية مع الحزب الشيوعي الوليد الإيطالي (منفذ الملحقات الإضافية). واشتبك صاحبه في التوازن الجيوسياسي (الجفرافى السياسى) الذي نشأ من تقسيم العالم إلى كتلتين : الكتلة المؤيدة للولايات المتحدة وتلك المؤيدة للاتحاد السوفيتى ، مع تشكيل بنية اجتماعية أكثر تقدمًا من تلك الإيطالية.

### معارضين غير مرتبطين بأحزاب وأيديولوجيات سياسية
كانت هناك جماعات دينية واجتماعية ، على الرغم من أنهم ليسوا متشددين معادين للالفاشيون بشكل عام ، كانوا يُعتبرون أعداء من قبل الفاشيين في إيطاليا أو كانت لديهم قواعد حياة غير متوافقة تمامًا مع الفاشية وبالتالى بسبب ذلك ، وجدوا أنفسهم بموضوعية في موقع (أو أسوأ) لمكافحى الفاشية كاليهود .
فقد شهدت أيضًا الحوادث التي ساعد فيها الغجر الحزبيين:
"لكن والدي بعد أن وصل إلى دوميلاريا Domegliara تمكن من النزول حاملًا معه والدتي وإخوتي وظل في الجبال مع الحزبيين حتى نهاية الحرب ، فكان يساعد الحزبيين وأخواتى الكبريات كن يمرضن الحزبيين . »
(شهادة تمت بواسطة ريكاردا تورينا ، في صحيفة أديجي )
ومن بين المعارضين ليس لأسباب سياسية كانوا يُعَدوا أيضًا شهود يهوذا، ومثليون جنسيًا. ففى الحالة الأخيرة يتضح الوضع جيدًا ولو كان حتى خياليًا في فيلم «يوم خاص مع مارسيلو ماستروياني وصوفيا لورين .»

### ما بعد الحرب العالمية الثانية ومعاداة الفاشية في إيطاليا
في الأيام التي سبقت نهاية الحرب العالمية الثانية، تزايد عدد الحزبيين أو على أية حال الرجال الذين حملوا السلاح بسرعة كبيرة ، فقد تجاوز العدد من حوالي 000 70 رجلا إلى 300 000 . وبعد الحرب في طالب العديد بالتكامل بين جميع الإدارات الحزبية (أو تلك المعتمدة أكثر عسكريًا) في الجيش النظامي ، فقد ساد على العكس سياسة نزع السلاح من بين العديد من المعارضين تحت إدارة وزير الداخلية ماريو شيلبا.
وفي أثناء ذلك أصبحت إيطاليا، وخاصة في الشمال ، مسرحا لأعمال عنف على نطاق واسع : فمن ناحية كانت مركزًا للانتقامات سواء السياسية أو الشخصية التي أدت إلى مقتل عشرات الآلاف من الفاشيين ، ومن ناحية أخرى لتصفية ونزع السلاح من الحركة الحزبية المطبقة من قبل الحكومة.
ويُقدر عدد ضحايا العنف في تلك الفترة، وفقًا لدراسة أجراها جورجيو بوكا، 3000 شخصًا في ميلانو ومن بين 12 و 15 ألف في جميع أنحاء شمال إيطاليا، وهناك تقديرات أخرى زادت هذا الرقم ليصل إلى 50-70 ألف شخصًا أو حتى 300 ألف رجلاً، ووُصف هذا التقدير الأخير بأنه «مبالغة خيالية» في وثيقة للإدارة الحليفة في إيطاليا. وقد تم تجزأة تفكيك جهاز المقاومة المناهضة للفاشية : فعلى سبيل المثال ، حافظَ الحزب الشيوعي الإيطالي على جهاز شبه عسكري خامل منذ فترة طويلة ، لاستخدامه في حالة رد الفعل الفاشي .

### العفو تولياتى Togliatti
كان العفو تولياتي عبارة عن إجراء للعفو عن العقوبات المقترح حينها من قبل وزير العدل بالميرو تولياتي Palmiro Togliatti ، يشمل الجرائم العادية والسياسية، بما في ذلك جرائم التعاون مع العدو وجرائم المباني الملحقة. وكان الهدف من ذلك المصالحة الوطنية بعد سنوات من الحرب الأهلية، لا تزال هناك خلافات حول توسيع نطاقه، فقد أوصى تولياتى في 2 يوليو 1946 مع سن قانون التعميم رقم 9796/110، بتفسيرات تقييدية في منح الفائدة .

### بعد الجمعية التأسيسية للجمهورية الإيطالية
بين عامي 1948 و 1954، هناك ما بين 269.148 من المقبوض عليهم والمحتجزين لأسباب سياسية ، منهم 80٪ يقتربون من الأوساط الشيوعية بـ 61.243 عقوبة تبلغ 20426 سنة في السجن (18 عقوبة للسجن مدى الحياة). وتم اعتقال الحزبيين السابقين في الفترة نفسها وعددهم 1697 في حين أن هناك ما لا يقل عن 5,104 جرحى ، منهم 350 تمت اصابتهم عن طريق الأسلحة النارية، وهناك عدد غير معروف من الجرحى و 145 قُتلوا في اشتباكات في الميدان ، و19 مصاب أخرين بين الشرطة.

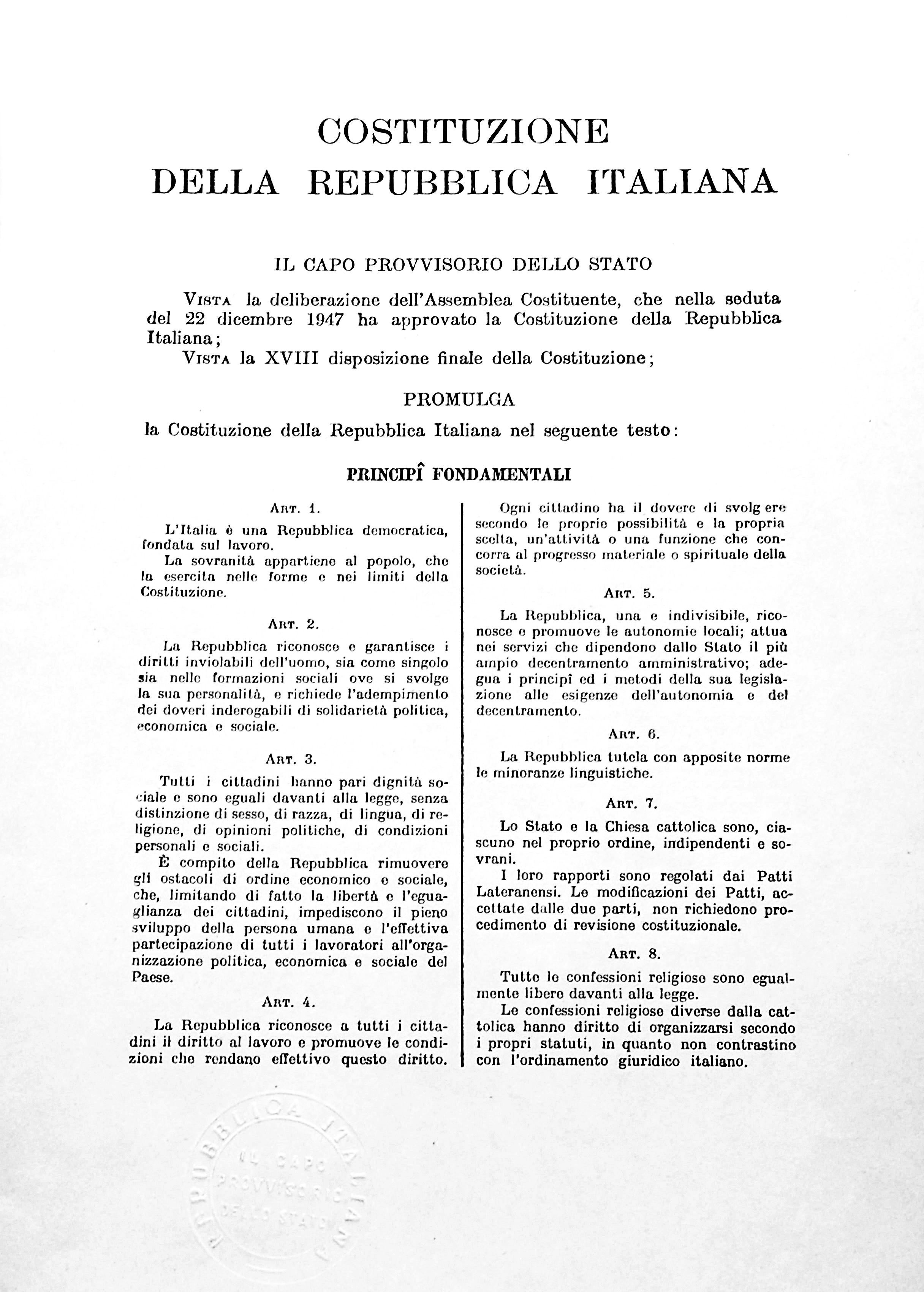
الدستور الإيطالي يمنع إعادة تنظيم الحزب الفاشي (التصرف النهائي الثاني عشر)

أصبح الوضع أكثر توترًا لاسيما في أعقاب إصابة بالميرو تولياتي نفسه على يد طالب من الصقلية يُدعى أنطونيو بالاس: أصبحت البلاد نفسها على شفا حرب أهلية  ، بسبب وقوع اشتباكات في الشوارع والاعتداء على الشرطة . ووفقا للأرقام التي قدمها وزير الداخلية ماريو شيلبا فقد تم إحصاء 9 قتلى و 120 جرحى بين الشرطة و7 قتلى و 186 إصابات في صفوف المدنيين .
صرح شيلبا نفسه متحدثًاعن هذه الفترة التاريخية:
"بعد الحرب ، جاء التهديد لأمن الدولة من المنظمات شبه العسكرية الشيوعية التي لم تقبل الأمر الصادر من قبل حكومات لجان التحرير الوطنية لتسليم الأسلحة ، حتى حراستها جيدًا وهي جاهزة للاستخدام. »
وفي الفترة نفسها قامت وزارة الداخلية بخطط لإحباط أية محاولة تمرد للحزب الشيوعي . وتم تقسيم البلاد إلى سلسلة من «المناطق» الكبيرة المشكلة من عدة محافظات ، بقيادة نوع من المحافظ الإقليمي ، ويواصل شيلبا قائلاً : «إن المحافظين ، الذين قمت بتعينهم ، يتولون سلطات الدولة بأكملها ويعرفون بالضبط ، وفقا لخطة موضوعة سابقًا، ما يجب القيام به».
وقد سيطر على التاريخ الإيطالى الحديث بأكمله الخوف من أن الحزب الشيوعي الإيطالي (أقوى منتخب في الغرب من الجدار الحديدي) يمكن أن يصل إلى السلطة في السنوات كانت فيها إيطاليا مسرحًا للاشتباكات التحتية بين مختلف القوى ، وفي المقام الأول جهاز الخدمة السرية الأمريكي ولجنة أمن الدولة السوفيتية نفسها ضد اختلال التوازن في يالطا التي أعطت لإيطاليا الكتلة الغربية.

### جنوة 1960
في مايو عام 1960 قررت الحركة الاجتماعية الإيطالية إلى عقد مؤتمرها الخامس في جنوة وحكم الكثير على هذا القرار بأنه مستفز من المدينة ، وبعد أن صُممت الميدالية الذهبية للمقاومة ، كانت قد بدأت الانتفاضة في 25 أبريل . جاءت الأخبار بمشاركة أيضًا كارلو ايمانويل باسيلى في عمل المؤتمر ، محافظ المدينة خلال مؤشر القوة النسبية ، مما جعل الأمور أسوأ.

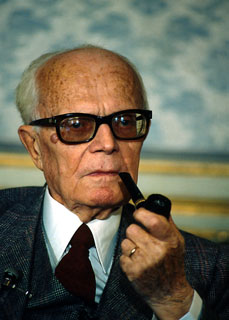
الرئيس المقبل ساندرو بيرتيني يحث على مكافحة الفاشية الجديدة خلال الأحداث في جنوة

في 6 يونيو من نفس العام ، قام الممثلون المحليون للحزب الشيوعي الإيطالى (PCI) والحزب الراديكالي والحزب الإجتماعى الديمقراطى الإيطالى (PSDI) والحزب الإجتماعى الإيطالى (PSI) والحزب الجمهورى الإيطالى (PRI) بطبع ملصق حيث أعربوا فيه عن احتقارهم لشعب جنوة ضد ورثة الفاشية.
وفي 25 يونيو ، كانت هناك بعض الحوادث أثناء مسيرة احتجاجية .
وفي 28 يونيو ، تظاهر الرئيس المُقبل ساندرو بيرتيني ، وهو أحد قادة المقاومة ضد النازية والمعادية للفاشية ، عن معارضته للكونغرس ، في حين أن في 30 يونيو ، دعا مجلس العمل المدنى إلى إضراب عام في الفترة من 14 إلى 20 . وفي حوالي الساعة 17:30 بدأت المسيرة التي صاحبت الاضراب في الاختفاء ، في حين بدأت في ساحة دي فيراري معركة حقيقية والتي امتدت بسرعة حتى وصلت لشارع XX سيتيمبري ، وفي اليوم التالي ، أعلن مديري مسرح مارغريتا، حيث سيُعقد فيه المؤتمر ، أن المسرح لم يعد متاحا فقد أعلنت اللجنة المركزية MSI إلغاء المؤتمر . وفي الوقت نفسه كانت هناك أيضا اشتباكات في روما وخصوصا في ريجيو إميليا، حيث وقع خمس ضحايا من بين المتظاهرين المناهضين للفاشية .

### ريجيو كالابريا 1970
في عام 1970 عندما تم تأسيس منطقة كالابريا، افتُتح النقاش حول المدينة التي ستصبح عاصمة لها. وعلى الرغم من أن الكثيرين يعتبرون ريجيو كالابريا عاصمة «تاريخية» في المنطقة وكانت تعتبر المدينة الأكثر اكتظاظًا بالسكان ، إلا أنها اُختيرت كمقعد كاتانزارو لمحكمة الاستئناف . وخرجت الطبقة السياسية الملكية برمتها ، باستثناء الحزب الشيوعي ، ضد قرار الحكومة . وكان زعيم الحركة الاجتماعية الإيطالية (بـ الإيطالية: MSI) تشيكو فرانكو حاضرًا داخل المجلس المكون من قوى عرضية .
وفي الأشهر التالية أصبحت الإضرابات والاحتجاجات أكثر عنفًا بشكل متزايد ، في حين رفضت حكومة كولومبو أية مفاوضات وأرسلت وحدات عسكرية قوية إلى المدينة . وكان المناخ حينها في ريجيو كالابريا مناخًا شبه عصيانيًا ، بسبب الـ «جمهوريات» التي شُكلت من الشوارع أو من الأحياء التي أعلنت الانفصال ، تليها هجمات أخرى بالقنابل وبلغت ذروتها في القنبلة التي تم تفجيرها في يوم 22 يوليو 1970 في جيويا تاورو التي جعلت القطار الملقب بـ «قطار الشمس» يخرج عن مساره ، باليرمو-تورينو ، مما اسفر عن وفاة ستة أشخاص وإصابة 54 (مجزرة جويا تاورو).
ووفقا لتصريحات معاون العدالة جياكومو لاورو ، التي وقعت في نوفمبر عام 1993، فإن بعض أعضاء لجنة العمل لريجيو العاصمة بقيادة فرانكو كلفت  الاندرانجيتا بعض أعمال تخريبية بما في ذلك انحراف مسار قطار جويا تاورو ، بعد أن حصلت على تمويل من بعض الصناعيين. وتسببت تصريحات هذا المعاون في تورط فورتوناتو آلوى وعضو مجلس الشيوخ ريناتو ميدورى للتحالف الوطني  بافتراض وجود خطة لزعزعة استقرار البلاد ابتداءً من الجنوب ، بعد بدء إستراتيجية التوتر من شمال (انظر الفقرة التالية).
وع ذلك فإن جميع الشخصيات المتورطين في التحقيق تمت تبرئتهم  فيما عدا لاورو نفسه ، فبعد تبرئته أولا في 27 فبراير 2001 لعدم وجود أدلة ، في يناير 2006، تمت إدانته بالتآمر غير الطبيعي في أعمال قتل متعددة ، وهي جريمة منصوص عليهاحاليًا. وبعد عدة أشهر لقى خمسة من الشباب الفوضويين حتفهم في حادث سيارة مجهول الذي قد يمنع تسليم الملفات التي لها صلة بالعلاقات بين الفاشيين الجدد ومثيرى الشغب ، وذلك وفقا لتصريحات المعاونين.

### سنوات مناهضة الفاشية المسلحة وسنوات الرصاص
فيما يتعلق باستراتيجية التوتر من الممكن الإشارة عمومًا إلى فترة تايخية محددة في الفترة الزمنية بين تفجير ساحة فونتانا في ديسمبر عام 1969، ومجزرة محطة بولونيا في عام 1980 .

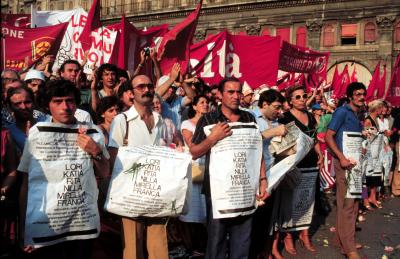
احتجاج في ساحة ماجوري في بولونيا، أثناء تشييع جنازة 85 من ضحايا قنبلة 2 أغسطس 1980 التخريبية ، وبسببها تمت إدانة الفاشيين المتشددين الجدد كجناة أساسين

تميزت هذة الفترة بتواطؤ عناصر ومنظمات ذات الصلة بالأجهزة الأكثر رجعية في المجتمع الإيطالي ، وبحركة اليمين التخريبية الماسونية ، وبالقطاعات التي تم تحويلها للدولة وللأجهزة الأمنية ، توصل تنظيم الانشاءات التخريبية السرية وتصميم الانقلابات عن طريق حل استراتيجى إلى أهدافهم وهو التأقلم مع الحياة السياسية الإيطالية .
وأمام هذا التصاعد لعودة الفاشية عارضت حركة قوية مناهضة للفاشية سواء القانونية أو المرتبطة بجماعات إرهابية من اليسار المتطرف .

### ظاهرة الفاشية الجدد
في إيطاليا، كان أكبر حزب سياسي يمينى هو الحركة الاجتماعية الإيطالية . فعلى الرغم أن من أسسه في الأصل هم من قدامى السابقين في الجمهورية الإيطالية الاجتماعية ومن أعضاء سابقين في الحزب الوطني الفاشي المنحل ، فإن الحركة الإيطالية الاجتماعية (MSI) - على الرغم من اتهامه مرارًا وتكرارًا بإعادة تشكيل الحزب الوطني الفاشي - لم يتم حله أبدًا . ورغم عدم كونه في الواقع جزءًا مما يسمى أركو الدستوري إلا أنه كان حاضرًا باستمرار في المشهد السياسي الإيطالي ، وبالفعل انتخب في الانتخابات السياسية الإيطالية لعام 1948 ستة نواب وعضو مجلس الشيوخ، إلى أن تم تحويله إلى تحالف وطني في عام 1994 ، والذي أعطى بدوره الحياة لعديد من الحركات اليمينية الغير مصرحة بأنها من الفاشيين الجدد (على الرغم من أن العديد من الحركات اليمينية المتطرفة لا تزال في المشهد السياسي الإيطالي ، وإن كانت أقلية : فعلى سبيل المثال فورزا نوفا، والحركة الاجتماعية الإيطالية الجديدة ، وحركة فياما الاجتماعية تريكولوري ، والفاشية والحرية ، إلخ).

رمز مناهضة الفاشية الحديث

وبجانب اليمين من الحركة الاجتماعية الإيطالية ، ابتدءًا من الستينيات ، تم تشكيل أيضًا عدة حركات غير برلمانية ، مثل المركز الثالث (Terza Posizione)، وبعضها ذهب إلى الإرهاب الأسود ، كما حدث مع الطليعة الوطنية ، والنواة المسلحة الثورية والنظام الأسود وجماعة النظام الأسود (والتي كانت تشير إلى مركز الدراسات النظام الجديد المنحل ، وهو حزب خارج البرلمان نشأ من بعض الأعضاء تحت مسمى «الحركة اليسارية» و «التيار الروحانى»)، الأمر الذي حفز على ظهور مرحلة جديدة من الحركات المناهضة للفاشية .
كانت حركة النظام الجديد وحركة الطليعة الوطنية لهما إجراء نشط لحل انتهاك قانون شيلبا الذي تضمن الحكم الانتقالي الثاني عشر والأخير من الدستور الإيطالي ، أي حظر إعادة تشكيل الحزب الفاشي بأي شكل من الأشكال .
ووجه اليسار الراديكالي وآخرون اتهامات بالفاشية ، إلى عدة اتجاهات أو تصريحات لممثلي الأحزاب التي تعتبر محافظة أو معادية للأجانب .

## معاداة الفاشية في العالم

### معاداة الفاشية في العالم العربي
يوجدان في سوريا ولبنان حزبان معروفان بالفكر الفاشي وهما حزب الكتائب اللبناني (المؤسس في 1936) والحزب السوري القومي الاجتماعي (المؤسس في 1931) وحزب البعث (المؤسس في 1947). وتوجد في لبنان وسوريا نشاطات مكافحة للفاشية، خاصة بعد اندلاع الحرب الأهلية السورية وازدياد التعاون بين الحزب السوري القومي الاجتماعي مع الأحزاب الفاشية الأوروبية
. فمثلا وكيل عميد الخارجية للحزب السوري القومي الاجتماي عيسى الأيوبي اتخذ نيابة رئاسة شبكة فولتير.

### معاداة الفاشية في إسبانيا
تم التعبير عن معاداة الفاشية في إسبانيا بشكل رئيسي في الحرب الأهلية الإسبانية، في مكافحة فرانسيسكو فرانكو وضد نظامه، الفرانكو .
وفي عام 1936 أذن الكومنترن بذلك ، وفي 22 أكتوبر 1937 وافق رئيس وزراء الجمهورية الإسبانية فرانثيسكو لارجو كابييرو على تشكيل أولى المنظمات التي انطلقت ، في جميع أنحاء العالم ، لتجنيد المتطوعين ، وهي الأحزاب الشيوعية والنقابات العمالية . وتم إرسال أول وحدة وتدعى «الكتيبة 11 الدولية المشتركة» إلى مدريد، بالفعل تحت الحصار . وكانت تتألف من العمال والطلاب والليبراليين والاشتراكيين والشيوعيين والفوضويين . وتميزت الكتائب في المقام الأول بالدفاع عن مدريد وفي معركة وادي الحجارة .
في 21 سبتمبر عام 1938 ، أمر رئيس الوزراء الجديد خوان نيجرين ، تحت ضغط من الديمقراطيات الغربية الملتزمة بسياسة عدم التدخل، بالانسحاب من أمام جميع المقاتلين غير الأسبانين ، المقدين بـ 13,000 وحدة في أكتوبر 1938 .
وفي 29 أكتوبر 1938 عقدت الكتائب الدولية في برشلونة جلسة وداع . وأجابت الحكومة المؤقتة الفرانكية بقيادة برغش بالتنازل عن دعم 10,000 جندي إيطالي تم إرسالهم إلى جانب النظام الفاشي (ولكن بقي حوالي 38,000، بالإضافة إلى الألمان).
بعد هزيمة مناهضى الفاشية في عام 1939 واصلت المكافحة كالحرب المتمردة وأطالت بسبب الإجراءات المجزأة والمشاريع المحلية حتى عام 1975 .
" هدأت هذه المعركة المستحيلة في بداية الستينات ، ثم تطورت تدريجيًا الأحداث العالمية التي اسقطت إسبانيا على عباءة الصمت ، والتي استمرت حتى وفاة فرانكو، في نوفمبر 1975 . "
بعد مشاركة الفوضويين في المقاومة الفرنسية، كان يطلق عليهم هم الآخرون ماكويس مثلما كان يطلق على جماعات التمرد المسلحة ، وتعني المقاتلين المناهضين للفاشية .
وفي نهاية الحرب العالمية الثانية، بدأت الميليشيات المناهضة للفرانكو بإجراء عمليات عسكرية في إسبانيا ، والتي بدئت من فرنسا ، حيث كانت تقع قواعدهم اللوجستية حيث مكث هناك العديد منهم ، فبعد عبور جبال البرانس واجتياز الحدود ، نُفذت إجراءات مبرمجة ودخلت أخيرًا البلد عبر جبال الألب وكان الطريق نفسه في كثير من الأحيان مسار حتى من قبل أولئك الذين كانوا يعملون في السر في إسبانيا لفترات طويلة .

### معاداة الفاشية في ألمانيا

رمز مناهضة النازية الحديث المستخدم أيضًا من مجموعة أنتيفا

كانت مناهضة الفاشية في ألمانيا أو معاداة النازية تمثل قوة أقلية مهيمنة ترمز لمعارضة الاشتراكية القومية لـأدولف هتلر، بين عامي 1933 و 1945 . وكانت النقطة القصوى للمقاومة لديها بعض العسكريين ، مثل كلاوس فون شتاوفنبرج ، والذين أفلحوا تقريبًا في قتل الدكتاتور في الهجوم الذي وقع في 20 يوليو 1944، وهو الهدف الذي حاول الوصول إليه آخرين على مر السنين . فبعد كل هذه الأحداث أُبيدت المقاومة تقريبًا بسبب قمع النظام .
كان جدار برلين يسمى مجازًا «حاجز الحماية ضد الفاشية» في جمهورية ألمانيا الديمقراطية، أو ألمانيا الشرقية.
نشأت مجموعة أنتيفا (بالألمانية: Antifa) في ألمانيا وكانت نشطة بشكل رئيسي ضد تشكيلات النازيين الجدد مثل الحزب الوطني الديمقراطي لألمانيا (NPD). بدأت أول حركة ألمانية تحت اسم معاداة الفاشية أكتيون " Antifaschistische Aktion " في عام 1923 ، كجزء من روتفرونتكامبفيربوند (بالألمانية: Rotfrontkämpferbund). واكتسبت حركة أتباعًا بعد أن أعلن عنها الحزب الشيوعي الألماني (KPD) في صحيفته روت Fahne في عام 1932، ردا على الصراع بين أعضاء البرلمان النازيين والشيوعيين ، واستأنفت الحركة أنشطتها خلال الثمانينات بعد حل قسري على أيدي النازيين في عام 1933 .

### معاداة الفاشية في فرنسا

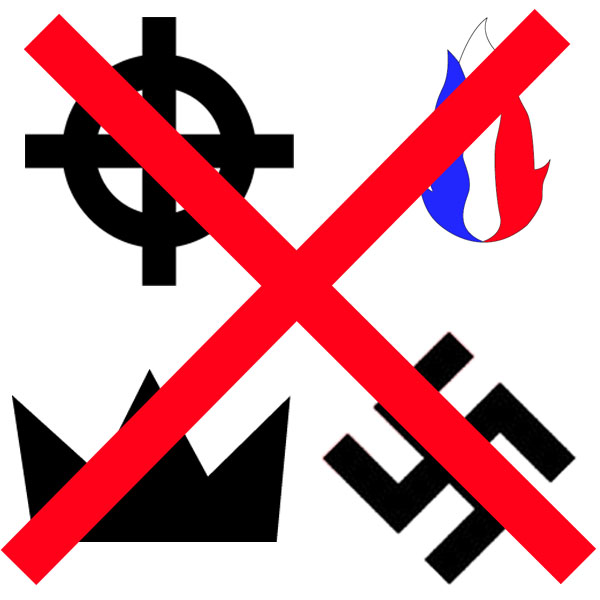
رمز مناهضة الفاشية المستخدم من قبل الجماعات الفرنسية: بالإضافة إلى الصليب المعقوف النازي والصليب السلتيكى
ظهرت معاداة الفاشية كمعارضة للنازية ولحكومة فيشي ، وظهرت بعد الحرب في الحركة الديمقراطية المعارضة للأحزاب اليمينية المتطرفة (مثل الجبهة الوطنية).
للنازيين الجدد ، تم محو أيضًا بشكل رمزى التاج الملكي وشعلة الجبهة الوطنية ثلاثية الألوان

فبعد الاحتلال الألماني لفرنسا في 18 يونيو 1940 ، تحدث الجنرال شارل ديغول، قائد فرنسا الحرة ، عبر الإذاعة من لندن إلى الشعب الفرنسي وحثّ الفرنسيين على مواصلة القتال ضد الألمان . واُستقبلت هذه الرسالة من قبل الكثيرين في شمال فرنسا ومن عدد قليل في جنوب البلاد .
وهكذا كانت عناصر دولة فيشى متنوعة وفي الواقع شملت المقاومة أيضًا عدة تشكيلات مختلفة لأسباب وأغراض : فكانت هناك حركات أخذت أوامر مباشرة من العمليات الخاصة التنفيذية ، ومقاومة الشيوعية ، والجماعات الموالية لديغول، وكذلك الجماعات الإقليمية .
ظهرت أولى الحركات للمقاومة في الشمال ، مثل (المنظمة المدنية والعسكرية) (بالفرنسية:CMO)، وقد نشرت بحلول نهاية عام 1940 في الشمال ست صحف لها سرية .
وفي مايو عام 1941 أصبحت أول وكيل للشركات المملوكة للدولة في شمال فرنسا لمساعدة عمليات المقاومة عن طريق المظلات . وبالإضافة إلى ذلك ، كانت هذه الحركات تعمل بالنيابة عن الحلفاء أيضًا في المقاومة البلجيكية والبولندية والهولندية .
وكان الكثير من الأعضاء جنود سابقون هاربون من الألمان أو أُفرج عنهم من المعتقلات والذين قاموا بإخفاء الأسلحة لإمكانية القتال بها مرة أخرى ، وكان الأعضاء الآخرون اشتراكيين وشيوعيين هربوا إلى منظمة الجستابو واختبىءالكثير منهم في مناطق الغابات ، ولا سيما في المناطق غير المحتلة ، وتوحدوا معا لتشكيل عصابات جماعات التمرد وبدؤا في التخطيط لهجمات ضد قوات الاحتلال . وكان من بين أعضاء بعض الجماعات أسبان قاتلوا في صفوف الجمهوريين خلال الحرب الأهلية الإسبانية، ثم توحد ايضًا إلى المقاومة الفرنسية آلاف من الألمان ، الذين كانوا قد غادروا ألمانيا لأنهم كانوا يهودًا أو معارضين سياسيين .
وبسبب التعقيد السياسي في فرنسا ، كانت لحركة المقاومة بداية صعبة ، ولكن في يونيو 1941 بدأت تصبح أكثر تنظيمًا ومعاداتها للمقومة الألمانية بدأت تزداد فيما بعد .
ففى 22 يونيو 1941 وحدت كل الجماعات الشيوعية في فرنسا القوات لتتلاقى في جبهة واحدة ، محسنين بشكل كبير تنظيمهم فقد أدى في الواقع الهجوم الألماني على الاتحاد السوفييتي - عملية بارباروسا - والتمزق التالى للاتفاق الألماني السوفييتي إلى انضمام العديد من الشيوعيين الفرنسيين إلى المقاومة .
وفي 11 نوفمبر عام 1942، احتلت القوات الألمانية فرنسابأكملها ، مما دفع العديد من الفرنسيين إلى الدخول في جماعات تخريبية للقتال ضد الاحتلال ، والتي أصبحت أكثر وضوحًا وقمعًا ابتداءً من عملية انطون .
وقد تمكنت القوة المشتركة من الحلفاء والمقاومة في نهاية المطاف في تحرير فرنسا من النازية ومن الفاشيين الموالين لحكومة فيشي ، وهكذا استطاع ديغول إعلان الفوز في باريس ، داخلًا المدينة منتصرًا في 25 أغسطس 1944 قائلًا :
«لماذا تريدون أن نكسر العاطفة التي تربطنا جميعًا ، رجالاً ونساءً الذين هم هنا ، مننا ، في باريس لتحرير أنفسهم ، والتي تمكنت من القيام بذلك بأيديها؟ لا ، لن نكسر هذه العاطفة العميقة والمقدسة . كنا سنستغرق هناك دقائق تتجاوز حياة الفقراء لدينا . باريس! باريس الغاضبة! باريس الكاسرة! باريس المستشهدة! لكن باريس المحررة! حُررت من نفسها ، حُررت من أجل شعبها بمساعدة جيوش فرنسا وبدعم وبمساعدة من كل في فرنسا، من فرنسا التي تقاتل ، من فرنسا وحدها ، من فرنسا الحقيقية ، من فرنسا الأبدية».
ولكن بعد الحرب ، بعد عودته إلى السلطة ، اتهم العديد من مناهضى الفاشية اليساريين ديغول نفسه بأنه يهدف إلى نظام شخصي ، وهو الأمر الذي لن يحدث . ففي عام 1972 تأسست الجبهة الوطنية التي دمجت الرموز والمحتوى ات المقتبسة من الحركة الاجتماعية الإيطالية . وأدت الانتخابات الرئاسية في عام 2000 بين الديغولي شيراك والقومى المتطرف والمعادى للأجانب جان ماري لوبان للجبهة الوطنية إلى تعبئة كبيرة ضد الفاشية في جميع أنحاء فرنسا، مما أدى إلى هزيمة الجبهة الوطنية (FN)، بسبب شيراك الذي حصل على أكثر من 82 ٪ من الأصوات .
وغالبًا ما كان يُنظر لابنة لوبان ، التي تُدعى مارينى ، على أنها فاشية ، الأمر الذي أثار معارضى مكافحة الفاشية في فرنسا وفي الخارج .

### معاداة الفاشية في اليونان
كان هناك في اليونان ظواهر للمقاومة ضد النازية والفاشية، ومن ناحية أخرى ، ضد نظام 4 أغسطس ليوانيس ميتاكساس ، وقد بثت المشاعر المعادية للفاشية أيضًا الروح في معارضى ديكتاتورية العقداء (أي برتبة عقيد) مثل البطل القومى لليونان الحديثة ألكسندروس باناجويلز Alexandros Panagulis .
وقى ظل هذه الموجة من الاحتجاجات الدولية ، دخل طلاب معهد البوليتكنيك في أثينا، في 14 نوفمبر 1973، في إضراب وأطلقوا احتجاجًا قويًا ضد المجلس العسكري، ففي المراحل الأولى من الاحتجاج لم يكن هناك أي رد فعل من الحكومة العسكرية حتى تمكن الطلاب من دخول المباني وتشغيل محطة إذاعية (باستخدام المواد الموجودة في المختبرات) التي عبرت منطقة أثينا، وانضم الآلاف من العمال والشباب إلى الاحتجاج سواء داخل أوخارج الجامعة .
وعندمت تدخل الجيش آمرًا طلاب معهد البوليتكنيك ، المحصنين داخل الجامعة ، بالاستسلام ورمى السلاح ، وبدا أنهم أجابوا عليه باستخدام نفس الكلمات التي قالها ملك سبارتا ليونيداس ضد الفرس في تيرموبيلاي : "Μολὼν λαβέ  " (بالعربية «تعالوا لأخذها»).

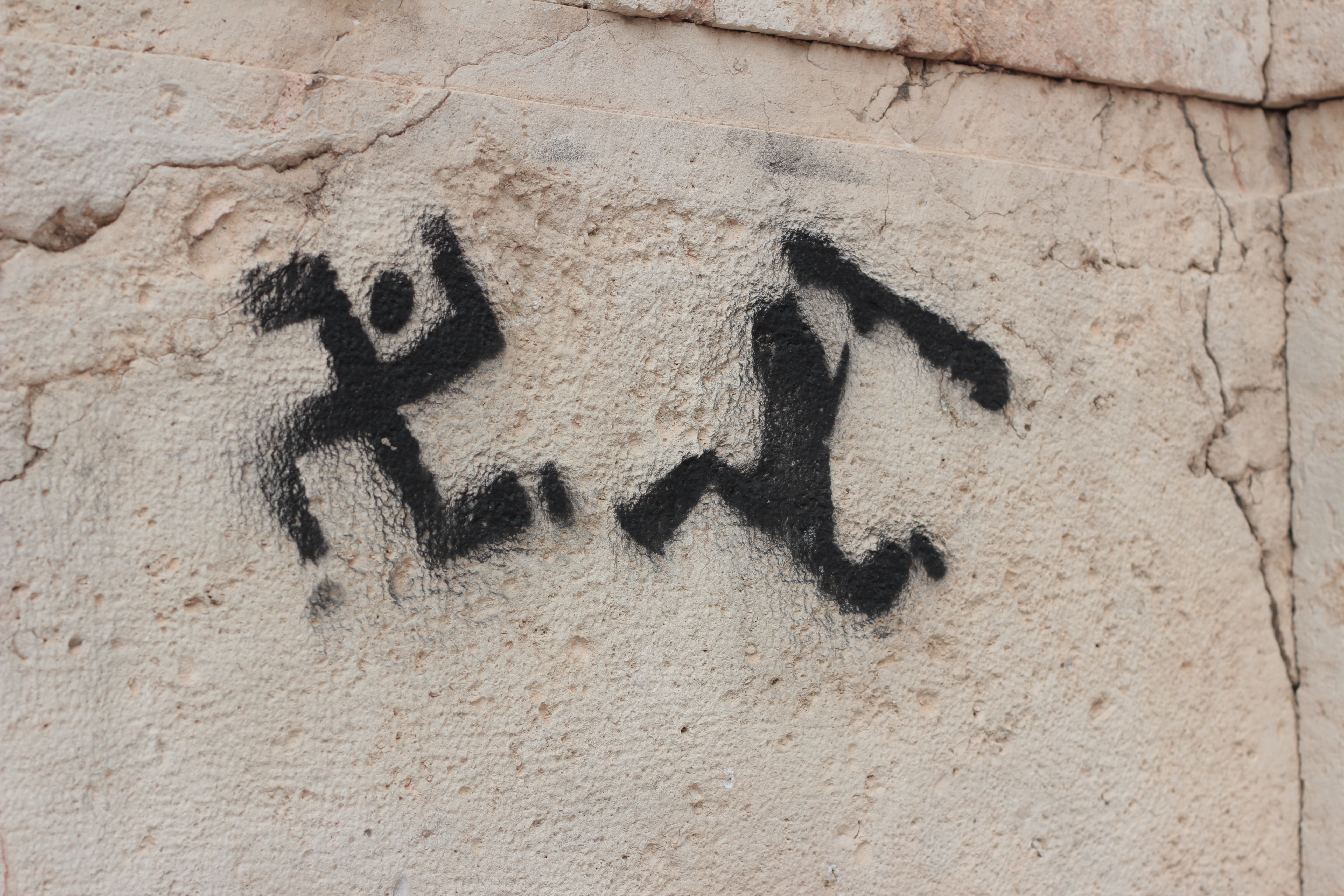
كتابات من الدعاية المعادية للنازية ، تم تصويرها في أثينا في عام 2013

وفي الساعات الأولى من صباح يوم 17 نوفمبر أمر بابادوبولوس الجيش بفض الاحتجاج ، فضربت دبابة AMX-30 بوابات معهد البوليتكنيك الذي مُنع عنه الضوء تمامًا عن طريق فصل الشبكة الكهربائية بالمدينة : اجتاح هجوم الطلاب الذين تسلقوا من فوق .
ووفقا للتحقيقات التي أُجريت بعد سقوط المجلس العسكري ، لم يُقتل طالبا بفعل الدبابة حتى وإن كان هناك العديد من الجرحى ، وأصبح بعضًا منهم معاق فيما بعد .
وفي الاشتباكات التي تلت تدخل الجيش قُتل 24 مدنيًا ، ومن بينهم على الأقل مقتولٌ بدمٍ باردٍ من قبل ضابط . وفي 25 نوفمبر 1973 بعد القمع الدموي لانتفاضة معهد البوليتكنيك في أثينا في 17 نوفمبر ، وبعد الاحتجاجات المحلية والدولية التي تلت الحقائق ، أطاح الجنرال ديميتريوس لوانيديس Dimitrios Ioannides بابادوبولوس ، وعين رئيس الجمهورية الجنرال فايدون جيزيكيس Phaedon Gizikis وحاول الحفاظ على السلطة في أيدي الجيش على الرغم من تزايد المعارضة الداخلية للنظام .
أُطيح بابادوبولوس وشهدت انتخابات نوفمبر عام 1974، التي نظمها الخلفاء انتصارًا لـ«الديمقراطية الجديدة» وهو الحزب المحافظ ولكنه ديمقراطي .
وأعلنت الحكومة الجديدة يوم 8 ديسمبر من نفس العام استفتاءً شعبيًا ليقرر سواء بإلغاء النظام الملكي (المسؤول عن ظهور النظام العسكري) أو بتأسيس جمهورية، وقد حصلت على 69.2٪ من الأصوات ، في حين حصل النظام الملكي على 30.8٪ من الأصوات ، وبالتالي نشأت الجمهورية اليونانية الثالثة .
خُضع زعماء الدكتاتورية إلى المحاكمة وأُدينوا بعقوبات مُغلظة .
وقد ظهرت معاداة الفاشية من جديد كحركة قوية في سنة 2000، وتقع خاصة بين الأحزاب اليسارية مثل حزب سيريزا SYRIZA ، وعلى النقيض ضد الانفجار الانتخابى للحركة القومية والنازية الجديدة لألبا دوراتا «الفجر الذهبى» Alba Dorata ، وهي مستوحاة من ميتاكسيم Metaxism في السنتين ما بين 1936-194 .
وفي 5 أبريل عام 2013، هاجم بعض أعضاء الفجر الذهبي بعض المهاجرين ، بالقرب من منطقة خانيا، ثم نظموا مظاهرة استفزازية أمام مقر الحزب الشيوعي اليوناني KKE ، ثم احتجوا أيضًا ضد بعض أنصار أيك الأثينى . وفي أعقاب ذلك ، تعرض السكرتير المحلي للفجر الذهبي ، ستيليوس فلاماكيس ، للهجوم وأُلقى في البحر ، دون عواقب جسدية ، وذلك من قبل جماعة من الشيوعيين ، من أنصار أيك الأثينى ومن مناهضى الفاشية .
وانتشر السخط بين سكان المدينة ، وبعد مناشدة سيريزا في اليوم التالي ، نزل حوالي 2500 شخص إلى الميادين للتنديد بحادثة كراهية الأجانب.
وفي يوم 18 مايو 2013، خلال اجتماع البرلمان اليوناني والتي تمت فيها مناقشة مشروع قانون ضد العنصرية ، دعى رئيس الفصول الدراسية الذي يُدعى يانيس دراجازاكيس (سيريزا) برلمان الفجر الذهبي لباناجيوتيس إيليادس لعدة مرات بسبب اللهجات العدوانية في خطابه ضد وزير العدل وزعيم سيريزا ، ثم طُرد النائب من المجلس بعد أن وجه إشعار لنائب رئيس البرلمان بـأن «يبقى جالسًا». وعند مغادرته القاعة هتف النائب لثلاث مرات شعار «يحيا هتلر»، مما أثار غضب العامة من النواب . وقد قرر دراجازاكيس لاحقًا تطبيق المادة 80 من «نظام البرلمان» لـ «السلوك غير البرلماني» أو «السلوك المُنافى للبرلمان»، وذلك لأول مرة في تاريخ الجمهورية اليونانية ، الذي نص على عقوبات قاسية لصاحب الشعار . وفي اليوم التالي اتهم زعيم سيريزا الذي يُدعى أليكسيس تسيبراس حزب الديمقراطية الجديدة بـ «عدم اتخاذ موقفًا ضد النازيين الجدد من الفجر الذهبي».

### معاداة الفاشية في أمريكا اللاتينية

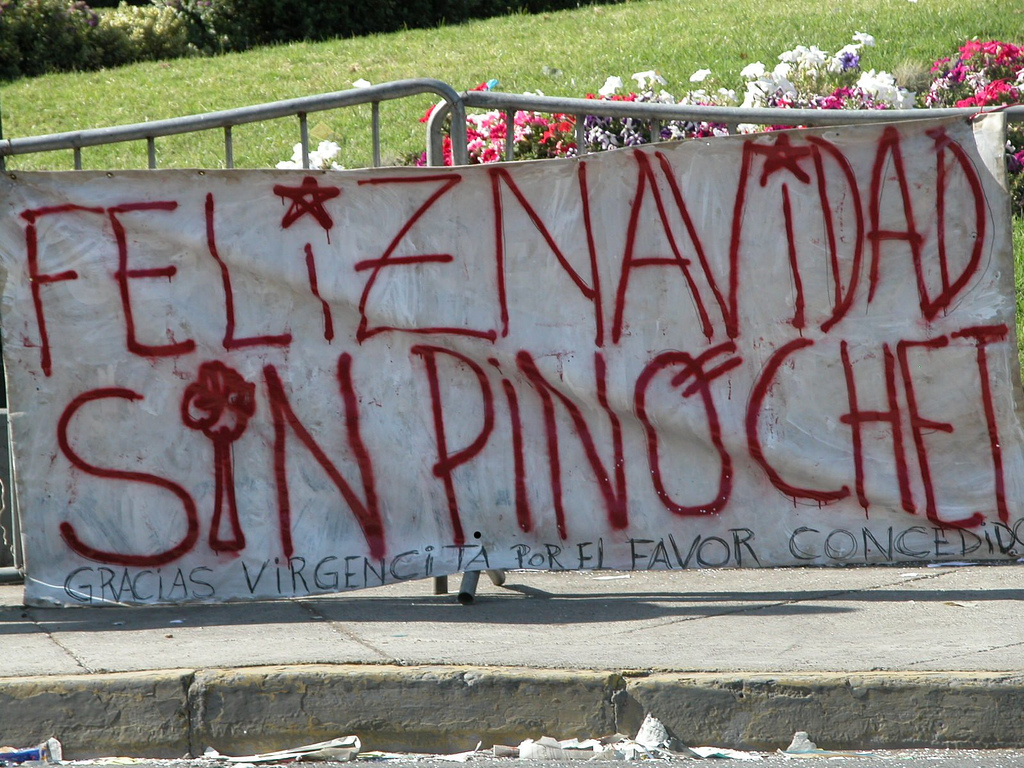
بيان ضد بينوشيه بعد وفاة الدكتاتور السابق في عام 2006 ، والذي يقول: <<عيد ميلاد سعيد من دون بينوشيه>>

تم اعلان العديد من المعارضين للديكتاتوريات العسكرية (مثل ديكتاتورية خورخي رافاييل فيديلا في الأرجنتين، أو ديكتاتورية أوغستو بينوشيه في تشيلي)، أو ديكتاتورية حكومة خوان دومينغو بيرون في الأرجنتين (مثل الكاتب خورخي لويس بورخيس ) كمناهضين للفاشية ، على الرغم من أن هذه الأنظمة لم تكن «فاشية» بالمعنى الدقيق (على الرغم من أن بيرون كانت مستوحاة من النظام الإيطالي).